# Sin tetas no hay paraíso (serie de televisión colombiana)
Sin tetas no hay paraíso es una serie de televisión colombiana producida por Caracol Televisión en 2006. Basada fielmente en el libro homónimo escrito por el guionista colombiano Gustavo Bolívar.
Esta protagonizada por María Adelaida Puerta, con la participación antagónica de Sandra Beltrán y Marlon Moreno, y con las actuaciones estelares de Patricia Ércole, Andrés Toro y Nicolás Rincón.
Durante la emisión de su último capítulo, la serie consiguió batir un récord de audiencia en el país. Caracol Internacional anunció que los Derechos de Formato y Emisión de la serie fueron vendidos a la cadena española Telecinco, que realizó su propia versión, Sin tetas no hay paraíso, estrenada en enero de 2008, al igual que la cadena aliada de Caracol Televisión, Telemundo; realizando Sin senos no hay paraíso, producida por RTI Producciones.
La serie ganó 6 Premios India Catalina en marzo de 2007 y 2 Premios TVyNovelas en abril del mismo año.
Durante sus tres meses de emisión en Colombia, la serie alcanzó un promedio de 35,4 puntos de audiencia en hogares y 14,9 puntos de cuota (rating) personas y una cuota de pantalla de 49,8; su estreno fue el miércoles 16 de agosto de 2006, obteniendo 28,3 puntos de audiencia en hogares, 10,9 de índice de audiencia de personas y una cuota de pantalla de 38,7; su final fue transmitido el viernes 13 de octubre del mismo año y obtuvo 42,5 puntos de audiencia en hogares, 17,8 puntos de índice de audiencia de personas y una cuota de 58,6.
A finales de 2006, fue editada para su comercialización en DVD, y es considerada una de las primeras producciones enmarcadas en el género narcoserie.

## Argumento
Catalina Santana (Maria Adelaida Puerta) es una adolescente de 17 años que vive en un hogar humilde de Pereira. Catalina es amiga de Yésica "La Diabla" (Sandra Beltrán), una chica que se encarga de conseguirles las niñas más lindas y sensuales del barrio a sus amigos narcotraficantes. Catalina le pide a La Diabla que la presente con ellos, ya que ve cómo sus amigas del barrio comienzan a tener mucho dinero y lujos prostituyéndose. Pero es rechazada varias veces por el tamaño de sus senos, que son muy pequeños. Por eso se propone como única meta, y cometiendo todo tipo de errores, colocarse un par de implantes de silicona.
Con la ganancia de riqueza y poder, Catalina comienza a pensar que no vale la pena denigrarse a cambio de los lujos. Pero cuando lo comprueba, ya no hay vuelta atrás, toda su vida está hecha una completa basura, debido a todas las desgracias que le han ocurrido.

## Controversia
La historia muestra diferentes temas polémicos por la penetración del dinero sucio del narcotráfico en la sociedad, por lo cual produjo una serie de críticas por parte de la sociedad de Pereira porque según ella "la serie atenta contra el buen nombre de las mujeres de la ciudad y sus instituciones, además de estigmatizar a sus ciudadanos como narcotraficantes, mujeres "prepago" (prostitutas), sicarios y traquetos"; todo esto, según los críticos, "por alcanzar altos índices de sintonía". Esta situación desencadenó marchas de protesta por parte del alcalde y sus ciudadanos en contra del canal que argumentó que la serie pretende alertar sobre una grave situación social que muchos sectores han reconocido y que ha servido para que el país tome conciencia sobre la conveniencia de centrar las cosas, sobre todo las indiferencias y maltratos hacia las mujeres. La serie también fue pionera en Colombia e Hispanoamérica en el exitoso género conocido popularmente como narconovela, el cual ha recibido críticas por algunos sectores de la sociedad que argumentan la promoción de violencia y antivalores en sus contenidos.

## Reparto
- María Adelaida Puerta como Catalina Santana
- Patricia Ercole como Hilda Santana "Doña Hilda"
- Sandra Beltrán como Yésica Franco "La Diabla"
- Nikolás Rincón como Albeiro Manríque
- Andrés Toro como Bayron Santana
- Marlon Moreno  como Aurelio Jaramillo "El Titi"
- Jenny Osorio como Ximena
- Marilyn Patiño como Paola
- Andrea López como Sandra Barrio
- Margarita Rosa Arias como Vanessa
- Fabio Restrepo como Marcial Barrera
- Ernesto Benjumea como Octavio Rangel
- Diego Vásquez como Caballo
- Cristóbal Errázuriz como Cardona
- Julio Pachón como Dr. Alberto Bermejo
- Juan Pablo Franco como Mauricio Contento
- Ramsés Ramos como Pelambre
- Karola Sánchez como Daniela Mejía
- Luces Velásquez como Margot
- Mauricio Mejía como Lambón, escolta de Cardona
- Juan Carlos Pérez Almanza como Makinón
- Saín Castro como Doctor Molina
- Carlos Manuel Vesga como Portero Carrillo
- Morris Bravo como Orlando
- María Emilia Kamper como Imelda Franco, mamá de Yésica
- Germán Quintero como Oswaldo Ternera
- Yesenia Valencia como Enfermera
- Alberto Barrero como Benjamín
- Gilberto Ramírez como Mogollón
- Frank Beltrán como Chofer del 'Titi'
- Manolo Cruz como  'Balín'
- Guillermo Olarte como Bonifacio Pertuz
- Ramiro Meneses

## Premios y nominaciones

### Premios India Catalina
| Año  | Categoría                 | Nominado(s)                          | Resultado |
| ---- | ------------------------- | ------------------------------------ | --------- |
| 2007 | Mejor seriado             | Mejor seriado                        | Ganador   |
| 2007 | Mejor actriz de reparto   | Sandra Beltrán                       | Nominada  |
| 2007 | Mejor actor de reparto    | Andrés Toro                          | Ganador   |
| 2007 | Revelación del año        | María Adelaida Puerta                | Ganadora  |
| 2007 | Mejor director de seriado | Luis Alberto Restrepo                | Ganador   |
| 2007 | Mejor libreto de seriado  | Gustavo Bolívar                      | Ganador   |
| 2007 | Mejor tema musical        | «El agujero» por José Ricardo Torres | Ganador   |

### Premios TVyNovelas
| Año  | Categoría                   | Nominado(s)                          | Resultado |
| ---- | --------------------------- | ------------------------------------ | --------- |
| 2007 | Mejor serie                 | Mejor serie                          | Ganadora  |
| 2007 | Actriz protagónica favorita | María Adelaida Puerta                | Nominada  |
| 2007 | Actriz antagónica favorita  | Sandra Beltrán                       | Nominada  |
| 2007 | Actor de reparto favorito   | Marlon Moreno                        | Nominado  |
| 2007 | Actriz o actor revelación   | Andrés Toro                          | Nominado  |
| 2007 | Libretista favorito         | Gustavo Bolívar                      | Nominado  |
| 2007 | Director favorito           | Luis Alberto Restrepo                | Nominado  |
| 2007 | Tema musical favorito       | «El agujero» por José Ricardo Torres | Ganador   |

## Adaptaciones
El gran éxito de la telenovela causó que se produjeran adaptaciones y secuelas. A continuación se registran algunas de las adaptaciones más conocidas.
- Sin tetas no hay paraíso (2006)	España,	TVE
- Sin senos no hay paraíso (2008)	Estados Unidos,	Telemundo